# Weiherhaus Oberdachsbach
Das Weiherhaus Oberdachsbach, auch Schloss Oberdachsbach  genannt, ist ein Weiherhaus, das Schlösschen in Oberdachsbach. (Haus Nr. 1) Der heutige Gemeindeteil der Gemeinde Dietersheim liegt 3,5 km südöstlich auf einer Höhe von 357 m ü. NHN an dem die Weiher speisenden Ludergraben im Landkreis Neustadt an der Aisch-Bad Windsheim in Bayern.
Oberwalddachsbach war ab 1588 im Besitz der Herren von Abenberg, deren Gutshaus schon damals als Schlösschen bezeichnet wurde. 1667 war dieser Einödhof nicht mehr bewohnt, worauf der Markgraf Christian Ernst von Brandenburg-Bayreuth seinem Kastner aus Neustadt Befehl erteilte den Hof wieder aufzubauen. Oberwalddachsbach wechselte danach häufig seine Besitzer. Die beiden namensstiftenden Weiher mit einer Gesamtfläche von etwa 1000 m² wurden im 18. Jahrhundert angelegt und sind im bayerischen Urkataster von 1808 noch nicht ersichtlich.
Die heutigen Eigentümer haben das zweigeschossige Weiherhaus, ein Fachwerkbau mit Walmdach, und die dazugehörigen Nebengebäude umfangreich renoviert. Es steht mit Nr.:
(D-5-75-119-26) unter Denkmalschutz.